# Cyrill Mohr
Cyril Mohr va ser un tirador d'esgrima francès que va competir a començaments del segle xx.
El 1906 va prendre part en els Jocs Intercalats d'Atenes, on va guanyar la medalla d'or en l'única prova que disputà, la d'espasa per equips del programa d'esgrima.